# Гервасий Кентерберийский
Гервасий Кентерберийский, или Джервас из Кентербери (англ. Gervase of Canterbury, фр. Gervais de Canterbury, лат. Gervasius Cantuariensis, или Gervasius Dorobornensis; 1141 или 1145, Мейдстон — 1210, Кентербери) — английский хронист, монах-бенедиктинец кафедрального приората Церкви Христовой и ризничий Собора Иисуса Христа в Кентербери, автор «Хроники правления в Англии Стефана, Генриха II и Ричарда I» (лат. Chronica de tempore regum Angliae Stephani, Henrici II et Ricardi I) и «Деяний королей» (лат. Gesta regum). Один из летописцев правления Ричарда I Львиное Сердце и первой декады правления Иоанна Безземельного.

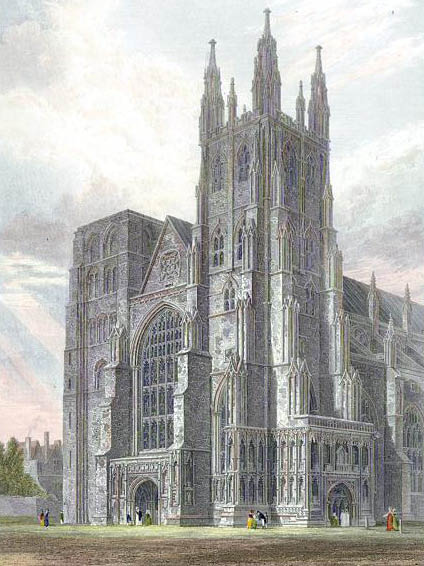
Кафедральный собора Иисуса Христа в Кентербери. Гравюра Джона Ле Ке по рисунку Джорджа Кэттермола (1821)

## Биография
Выходец из Мейдстона в Кенте, откуда родом был его предполагаемый старший брат кентерберийский монах Томас Мейдстонский, родился около 1141 года и в юном возрасте был отдан в обучение в бенедиктинский приорат Церкви Христовой в Кентербери. 16 февраля 1163 года был пострижен, а затем рукоположен в духовный сан архиепископом Кентерберийским Томасом Бекетом (1162—1170), после мученической кончины которого 29 декабря 1170 года, несомненно, являлся одним из похоронивших его иноков.
Из ранних его трактатов известно, что он активно участвовал в имущественных спорах и тяжбах между местными бенедиктинцами и архиепископом Ричардом Дуврским (1174—1184), а также конфликте их с преемником последнего Болдуином Фордским (1184—1190), не утверждённым распущенным Генрихом II синодом в Рединге, и принятым кентерберийскими монахами лишь после того как на новом синоде в Лондоне король согласился документально оформить избрание нового понтифика их собственным капитулом.
В феврале 1185 года встречался с латинским патриархом Иерусалима Ираклием (1180—1191), прибывшим в Англию с целью уговорить короля отправиться в крестовый поход и посетившим Кентербери. Являлся одним из монахов, посланных в декабре 1186 года к Болдуину с целью разрешить возникшие противоречия апелляцией к Святому Престолу, а в 1189 году входил в делегацию, отправленную к новому королю Ричарду I с просьбой о посредничестве в спорах с архиепископом.
После 1190 года назначен был ризничим, в каковой должности упоминается посетившим в 1193 году приорат новым архиепископом Хьюбертом Уолтером (1193—1205). Вероятно, в 1197 году оставил эту должность, назвав по имени в своей хронике под этой датой своего преемника Феликса.
Последние годы жизни Гервасия практически неизвестны. Вероятно, уйдя на покой в своей обители, он всё ещё занимался в 1199 году историописанием, пользуясь богатым книжным собранием при Кентерберийском соборе. Анализ текста его «Деяний королей», доведённых до 1210 года, показывает, что он мог быть тогда ещё жив, хотя по мнению ряда исследователей, сообщения после 1207 года добавлены уже его анонимным продолжателем, стиль которого резко отличен от авторского. Точная дата смерти его не установлена, поскольку в некрологах Кентербери за 1210 год упоминаются целых три Гервасия, скончавшиеся соответственно 1 января, 14 марта и 30 апреля.
Отождествление его с церковным писателем Гервасием из Чичестера (ум. 1197), принадлежавшее архивисту и антикварию XIX века Томасу Дуффусу Харди, а также с англо-нормандским поэтом Гервасием из Мелкли (ум. 1219) было убедительно опровергнуто издателем его трудов церковным историком Уильямом Стэббсом.

## Сочинения

### Хроника
Работать над созданием своего основного исторического труда, латинской «Хроники правления в Англии Стефана, Генриха II и Ричарда I» (лат. Chronica de tempore regum Angliae Stephani, Henrici II et Ricardi I), или просто «Хроники» (лат. Chronica), охватывающей исторический период от правления короля Стефана Блуаского (1135—1154) до смерти Ричарда I Львиное Сердце (1199), Гервасий стал не позже 1188 года, возможно, по инициативе приора Гонория (1186—1189), предназначавшего её для чтения среди братии. Хроника предваряется «Трактатом о сожжении и восстановлении Кентерберийской церкви» (лат. Tractatus de Combustione et Reparatione Cantuariensis Ecclesi), содержащим подробное описание пожара Кентерберийского собора и его реконструкции в 1174—1184 годах. Ранние её разделы представляют собой компиляцию на основе трудов летописцев-предшественников, и лишь в части, описывающей события 1188—1199 годов, она признаётся самостоятельным сочинением.
Как и его современник декан лондонского собора Св. Павла Радульф де Дисето, Гервасий цитирует в своей хронике немало исторических документов и посланий. Наибольшую историческую ценность в ней представляют сообщения о подготовке и проведении Третьего крестового похода и участии в нём Ричарда Львиное Сердце, правлении в его отсутствие в Англии лорда-канцлера Уильяма де Лоншана и борьбе его с королевскими братьями и высокопоставленными клириками, попытках захвата власти в королевстве принцем Джоном и изгнании его возвратившимся из плена королём, конфликтах кентерберийских монахов с архиепископом Болдуином Фордским, церковной политике преемника Болдуина Хьюберта Уолтера, гибели Ричарда в Нормандии и др. В частности, Гервасием отмечается заметное сходство проведённой 17 апреля 1194 года повторной коронации вернувшегося в Англию Ричарда I с аналогичной церемонией, проведённой в 1141 году королём Стефаном Блуаским.
Хроника Гервасия, изначально предназначавшаяся, как оговаривает в предисловии автор, не для широкого читателя, а для монастырской братии, пользовалась известностью у позднейших летописцев и получила несколько анонимных продолжений, одно из которых доведено было до 1309-го, а другое — до 1328 года.

### Малые сочинения
Следующее историческое сочинение Гервасия, «Деяния королей» (лат. Gesta regum), заметно уступающее хронике в подробности изложения событий, освещает историю Англии и сопредельных стран со времён легендарного предка английских королей и мифического праправнука Энея Брута Троянского до 1209 года. Особую ценность в них представляет собой раздел начиная с 1199 года, однако, как сказано было выше, авторство самого Гервасия бесспорно признаётся исследователями лишь в сообщениях до 1207 года, рассказа о поставлении архиепископом Кентерберийским Стефана Лэнгтона.
Третьим историческим трудом Гервасия являются «Деяния понтификов Кентерберийской церкви» (лат. Actus Pontificum Cantuariensis Ecclesia; Actus Archiepiscoporum Cantuariensium), излагающие историю местных архиепископов, начиная с Августина Кентерберийского (ум. 604) до смерти Хьюберта Уолтера (1205), наибольшую историческую ценность в которых представляет жизнеописание Св. Томаса Бекета.
Основными источниками Гервасию послужили труды европейских историков XI — первой половины XII века, в первую очередь «Правдивая хроника» Мариана Скота (1082), «История королей Британии» Гальфрида Монмутского (1136), «Хроника хроник» Иоанна Вустерского (1140), «Деяния английских королей» Уильяма Мальмсберийского (1141), анонимные «Глостерская» и «Уинчкомбская» хроники (сер. XII в.), «История англов» Генриха Хантингдонского (1154), «История понтификов» Иоанна Солсберийского (1170-е гг.), а также «Деяния короля Генриха II» (лат. Gesta Henrici Regis Secundi) и «Деяния короля Ричарда» (лат. Gesta Regis Ricardi), приписываемые его старшему современнику Бенедикту из Питерборо (ум. 1193), но в реальности принадлежащие перу Роджера Ховеденского (ум. 1201). Кроме того, им привлечён был материал жития Св. Томаса Бекета и некоторых посланий, освещающих конфликт между архиепископом и королём.
Четвёртым известным сочинением Гервасия является «Карта мира» (лат. Mappa Mundi, 1200) — краткое географо-топографическое описание Англии, Уэльса и Шотландии, с указанием их размеров и распространённых в них языков, к которым прилагается таблица, разделённая на три графы, в которых содержатся следующие сведения о каждом графстве:

1. Высшие клирики, архиепископы, епископы, аббаты и приоры.

2. Названия церквей, монастырей и приоратств.

3. Религиозные ордены, а также кафедральные соборы и их настоятели.

Далее следует подробный список находящихся в каждом графстве монастырей, госпиталей, замков, островов, источников пресной и солёной воды и пр. достопримечательностей. В предисловии к «Mappa Mundi» Гервасий впадает в философские рассуждения о бренности окружающего мира: «Подобно тому, как многие явления, стяжавшие славу в то время, теперь так переменились, что кажутся нам смехотворными и незначительными, точно так же, быть может, что то, чем мы гордимся ныне, в силу переменчивости вещей обратится в ничто». 
Ни в коей мере не являясь выдающимся историком своего времени, Гервасий достоверно иллюстрирует тогдашнюю социальную политику, судебную систему и церковную борьбу, а также быт и нравы современного ему католического монашества. Многое из описанного им является плодом личных наблюдений, другое получено от информаторов, заслуживающих доверия. Вместе с тем, сведения его о внешней политике, в частности, крестовых походах или войне в Нормандии, нуждаются в подтверждениях независимыми источниками, хотя и местами существенно дополняют труды Ричарда из Девайзеса, Радульфа де Дисето, Вильяма Ньюбургского и пр. более осведомлённых современников. 
По утверждению самого Гервасия, существуют «истории», с одной стороны, и анналы и хроники — с другой, авторы первых отбирают факты, отшлифовывают своё повествование и пишут возвышенным и благородным стилем, в задачи же хронистов входят краткие погодные записи важнейших исторических событий. «Хроника, — уточняет он, — есть другое наименование анналов». И история, и хроника, пишет он далее, «преследуют одну цель и опираются на одинаковый материал, но способ его рассмотрения и форма различны. Цель у историка и хрониста одна, так как оба стремятся к истине. Форма рассмотрения различна, так как историк распространяется подробно и искусно, а хронист пишет просто и кратко». Себя самого при этом Гервасий не считает историком, скромно называя своё сочинение «компиляцией из хроник». Основываясь на этом высказывании Гервасия, историк английской церкви Д. Ноульз называет его самого «скорее историком, чем хронистом». Исследователь его трудов Уильям Стэббс в предисловии к их академической публикации справедливо отмечает, что он «старательно изучал древнюю историю своего монастыря и был умным и ревностным борцом за его права».

### Гервасий и Луна
В «Хронике» Гервасия сообщается, что 18 июня (25 июня по григорианскому календарю) 1178 года, в воскресенье на праздник Усекновения главы Иоанна Предтечи, вскоре после захода солнца, пять монахов из Кентербери наблюдали, как «верхний рог [луны] раскололся надвое». После того, пишет Гервасий, «из середины этого разделения вспыхнул пылающий факел, извергнув на значительное расстояние огонь, раскалённые угли и искры. Тем временем, находившееся внизу тело Луны скорчилось, как бы от боли, и свернулось вовнутрь. По словам сообщивших мне об этом очевидцев, Луна извивалась, как раненая змея, возвращаясь после этого в своё естественное состояние. Это явление повторялось десятки или более раз, пламя принимало самые причудливые формы изгиба, а затем возвращалось в нормальную форму. После всех этих преобразований, Луна от рога до рога, то есть по всей своей длине, приобрела черноватый вид». В 1976 году Джек Б. Хартунг, геофизик из Университета штата Нью-Йорк в Стоуни-Брук, предположил, что таким образом хронист описал формирование на Луне кратера Джордано Бруно.
Современные теории допускают, что предполагаемое столкновение с Луной астероида или кометы могло вызвать всплеск на её поверхности расплавленного вещества, что в целом согласуется с описанием монахов. Кроме того, зарегистрированное хронистом местоположение явления согласуется с действительным местоположением кратера Джордано Бруно. Доказательством молодости последнего является его выраженная лучевая система, исключающая образование вследствие ударов многочисленных микрометеоритов, и сегодня не вызывает сомнений, что он сформировался на протяжении сравнительно недавней истории человечества, и, возможно, именно в июне 1178 года.
Однако теория эта встречает и ряд возражений, выражающихся, в частности, в замечании, что при образовании крупного кратера диаметром 22 км неизбежно возникла бы масса обломков, которые должны были вызвать на Земле недельную геомагнитную бурю. Вместе с тем, ни в европейских, ни в арабских, ни в китайских, ни в японских хрониках и документах ничего подобного в этот период не зафиксировано. В то время как, к примеру, зафиксированное Гервасием полное солнечное затмение 13 сентября 1178 года наблюдали не только в Кенте, но и во Франции. Это вызывает обоснованные сомнения в том, что монахи Кентербери действительно наблюдали в 1178 году образование лунного кратера Джордано Бруно. Согласно альтернативной версии, они видели просто взорвавшийся в земной атмосфере метеор, траектория полёта которого совпала с очертаниями лунного диска. Поскольку метеоры заметны на высоте от 45 до 75 миль, лишь в относительно небольшой области Англии того времени идеальная геометрическая перспектива позволяла, чтобы земное атмосферное явление выглядело так, как будто происходило на Луне.

## Рукописи и издания
«Хроника правления в Англии Стефана, Генриха II и Ричарда I» сохранилась в трёх рукописях:
- 1245—1270 годов из собрания Коттона Британской библиотеки (Vespasian, MS В. 19);
- конца XIII века из Кембриджской университетской библиотеки (MS Ff. 1.29);
- конца XIII — начала XIV века из библиотеки Тринити-колледжа Кембриджского университета (MS R.4.11)[25].

«Деяния королей» дошли в единственном манускрипте второй половины XIII века, хранящемся в библиотеке колледжа Корпус-Кристи Кембриджского университета (MS 438). Наиболее исправная рукопись «Карты мира» Гервасия находится в собрании Бодлианской библиотеки Оксфордского университета (MS Bodl. Rolls 6) и датируется 1424 годом.
Впервые «Хроника правления в Англии Стефана, Генриха II и Ричарда I» была издана в 1652 году историком Роджером Твисденом, включившим её в свой сборник «Десять историописателей Англии» (лат. Historiae Anglicanae Scriptores Decem). Комментированное двухтомное издание четырёх вышеназванных трудов Гервасия, подготовленное вышеназванным Уильямом Стэббсом, было выпущено в 1879—1880 годах в Лондоне в академической «Rolls Series», и в 2012 году переиздано репринтным способом в Кембридже.

## Публикации
- Гервазий Кентерберийский. «Хроника». «Деяния королей». Фрагменты // Матузова В. И. Английские средневековые источники IX—XIII вв. Тексты. Перевод. Комментарий. — М.: Наука, 1979. — С. 102–104. — (Древнейшие источники по истории народов СССР).
- The Historical works of Gervase of Canterbury, 2 vol. Edited from the manuscripts by William Stubbs. — London: Longman & Co, 1879—1880. — (Rolls Series, Rerum Britannicarum medii aevi scriptores, 73). Репринтное издание: Cambridge University Press, 2012.